# Goldmania violiceps
Goldmania violiceps là một loài chim trong họ Chim ruồi.